# Miloslav Schmidt
Miloslav Schmidt (Mosóc, 1881. február 2. – Turócszentmárton, 1934. május 8.) az önkéntes tűzvédelmi rendszer létrehozója Szlovákiában, színész, eszperantista.

## Életútja
1881. február 2-án született Mosócon Jozef Schmidt fogadós, pékmester és Františka Péterecová gyermekeként. Miután tanulmányait befejezte Körmöcbányán édesapja pékségében tanulta a mesterséget, majd a családi vállalkozás irányítója lett. Turócszentmártonba költözése után megkezdte az első önkéntes tűzoltóság megszervezését Szlovákiában. Haláláig a helyi tűzoltóság parancsnokaként szolgált, és ő volt a regionális parancsnokság vezetője is. 
Az 1921-es Jánošík némafilmben Révay bárót alakította. Tagja volt a Csehszlovák Eszperantó Szövetségnek. 
A turócszentmártoni Nemzeti Temetőben nyugszik. Síremlékét Fraňo Štefunko készítette.

## Fordítás
- Ez a szócikk részben vagy egészben  a   Miloslav Schmidt című szlovák Wikipédia-szócikk ezen változatának fordításán alapul.  Az eredeti cikk szerkesztőit annak laptörténete sorolja fel. Ez a jelzés csupán a megfogalmazás eredetét és a szerzői jogokat jelzi, nem szolgál a cikkben szereplő információk forrásmegjelöléseként.